# Camarophyllopsis phaeophylla
Camarophyllopsis phaeophylla är en svampart som först beskrevs av Henri Romagnesi, och fick sitt nu gällande namn av Arnolds 1986. Camarophyllopsis phaeophylla ingår i släktet Camarophyllopsis och familjen Hygrophoraceae.   Inga underarter finns listade i Catalogue of Life.